# Gauche communiste
La gauche communiste, aussi appelée communisme de gauche, est une expression qui regroupe des courants politiques se réclamant du marxisme. 
Cette appellation réunit des courants politiques très différents, la majorité s'opposant à Lénine (le communisme de conseils, la gauche communiste germano-hollandaise, le luxemburgisme, etc.), certains se réclamant d’une vision plus « partidiste » (courant critique issu de la Troisième Internationale, dès le début des années 1920 : essentiellement la gauche communiste italienne — cette dernière tradition se reconnaît principalement dans les deux premiers congrès de l'Internationale communiste alors que le trotskisme se réclame de ses quatre premiers congrès). 
La gauche communiste est surtout représentée dans les pays d'Europe de l'Ouest et en Amérique du Nord. 

## Positions
Les différents courants étant rattachés à la gauche communiste ont des analyses différentes de la révolution russe de 1917, mais tous ont un point de vue très critique quant à son développement ultérieur, considérant notamment l'URSS comme un capitalisme d'État. 

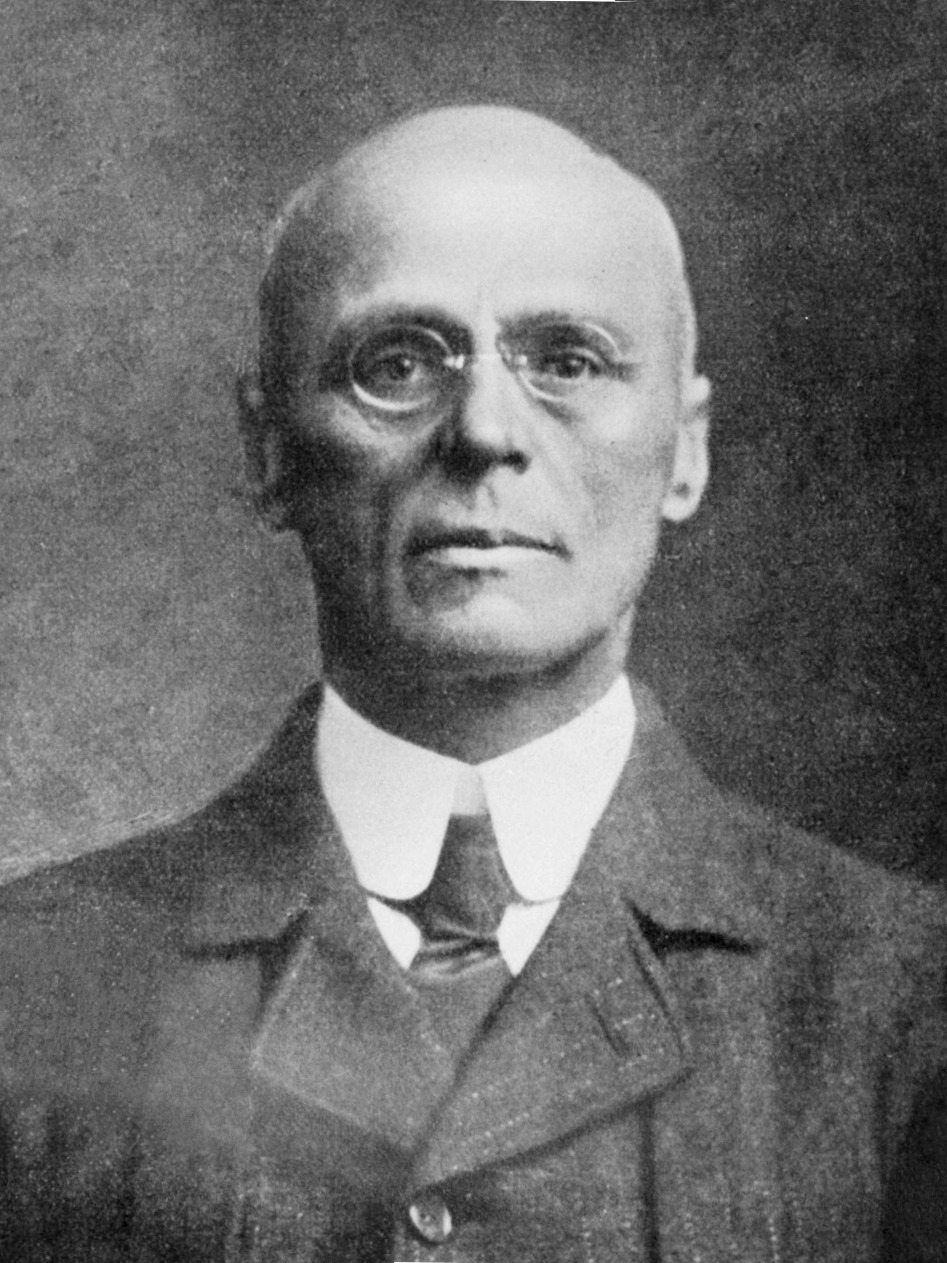
Herman Gorter, communiste de gauche critique de Lénine.

La gauche communiste se caractérise par une critique de gauche de l'Internationale communiste (IC). Lénine polémique avec ce courant dans son livre La Maladie infantile du communisme (le « gauchisme »). La réponse la plus globale de la Gauche se trouve dans le livre de Herman Gorter, Réponse à Lénine. Sa critique de l'IC est donc antérieure à celle de l'Opposition de gauche qui prendra naissance dans la deuxième moitié des années 1920 et sera d'une certaine façon rejointe par les trotskistes. Cette critique est par ailleurs plus radicale que celle menée par d'autres fractions communistes de gauche comme les « Décistes » (Sapronov) ou l'« Opposition ouvrière » au sein du parti russe, faction interdite par la direction du parti en 1921, comme toutes les autres. Le Groupe ouvrier du Parti communiste russe de Miasnikov, lui, rejoint les positions de la Gauche communiste allemande dès 1923.

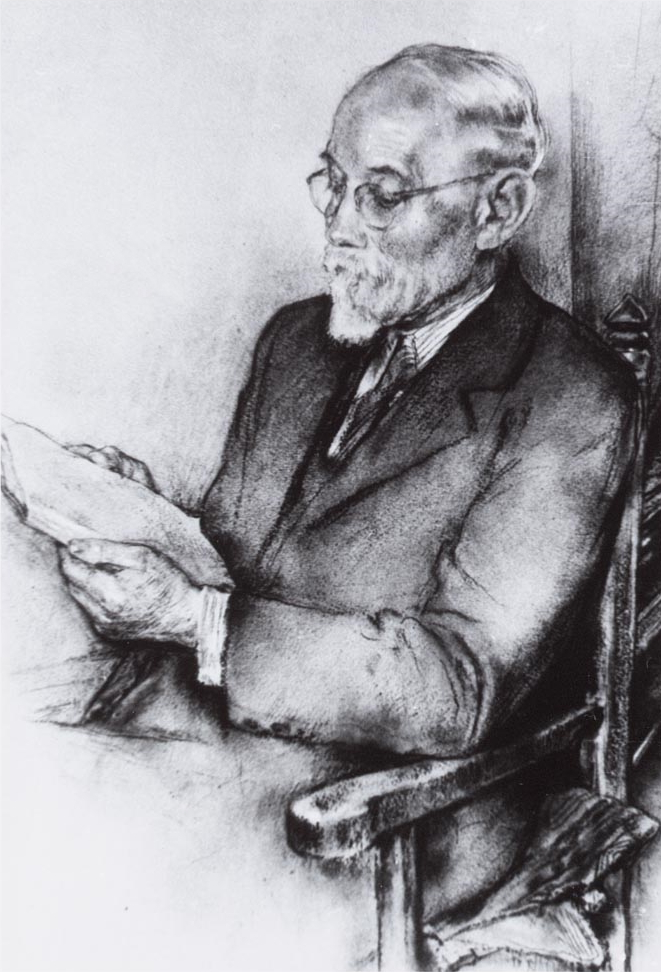
Anton Pannekoek, marxiste de la gauche communiste germano-hollandaise, et penseur du communisme de conseils.

Herman Gorter, communiste de conseils, constant l'évolution de l'Internationale communiste, écrit dans son texte « Lettre ouverte au camarade Lénine », en 1920 : « l'opportunisme n'a pas été tué ; pas même chez nous. C'est ce que nous constatons déjà dans tous les partis communistes, dans tous les pays » ; « L'usage s'établira à nouveau de mauvais compromis parlementaires avec les social-patriotes et les bourgeois » ; « La liberté de parole sera supprimée et de bons communistes seront exclus ». Anticipant l'éventualité de l'exclusion de l'aile gauche dont il fait partie, et le triomphe de la droite opportuniste, il écrit : « Lorsque l'opportunisme s'introduit de nouveau avec ses suites désastreuses pour la conscience et la force du prolétariat, c'est là un danger mille fois pire que lorsque la gauche se montre trop radicale. La gauche, même quand elle va trop loin pour une fois, reste toujours révolutionnaire » ; « La droite opportuniste est vouée à devenir de plus en plus opportuniste, à s'enfoncer de plus en plus dans le marais, et à causer toujours davantage la perte des ouvriers. L'opportunisme est la perte du mouvement ouvrier, la mort de la révolution. C'est à cause de l'opportunisme qu'est survenu tout le mal : le réformisme, la guerre, la défaite et la mort de la révolution en Hongrie et en Allemagne. L'opportunisme est la cause de notre anéantissement. Et il est présent dans la troisième Internationale... ».

## Courants
Les fractions de gauche de l'IC les plus connues sont la gauche italienne avec entre autres Bordiga et Onorato Damen, la gauche germano-hollandaise dont Anton Pannekoek et Herman Gorter sont les représentants les plus réputés, et la gauche communiste russe de Gavril Miasnikov, étant donné qu'elles ont eu un véritable apport théorique et politique dès les années 1920 et 1930. Les autres fractions se rattachent, en fait, à ces premiers courants. Une mention particulière doit être faite pour la Gauche communiste de France qui publie Internationalisme en 1945. Ce groupe a fait une synthèse des différentes Gauches communistes et, de ce fait, a eu un nouvel apport après la Seconde Guerre mondiale. 
Parmi les différents courants :
- La gauche communiste germano-hollandaise (cf. Communisme de conseils, KAPD, Paul Mattick, Anton Pannekoek, Herman Gorter)
- La gauche communiste d'Italie (cf. bordiguisme, Lotta Comunista, damenisme)
- La gauche communiste russe, « décistes » puis le Groupe ouvrier communiste de Gavril Miasnikov (leader de l'Opposition ouvrière).
- La gauche communiste belge (1936-1940).
- La gauche communiste en France (cf. Fraction française de la gauche communiste internationale, Courant communiste international, Tendance communiste internationaliste)
- La gauche communiste anglaise (Sylvia Pankhurst, Guy Aldred, etc.).
- La gauche communiste bulgare (cf. Parti communiste ouvrier de Bulgarie)[1]
- La gauche communiste au Mexique [2]
- La fraction de gauche du Parti communiste de Turquie